# 鷹島 (敷設艇)
| 艦歴     | 艦歴                                                                            |
| -------- | ------------------------------------------------------------------------------- |
| 計画     | ④計画                                                                           |
| 起工     | 1940年12月11日                                                                  |
| 進水     | 1941年10月18日                                                                  |
| 就役     | 1942年3月25日竣工                                                               |
| その後   | 1944年10月10日戦没                                                              |
| 除籍     | 1944年12月10日                                                                  |
| 性能諸元 |                                                                                 |
| 排水量   | 基準：720トン、公試：750トン                                                    |
| 全長     | 74.70m                                                                          |
| 全幅     | 7.85m                                                                           |
| 吃水     | 2.60m                                                                           |
| 機関     | マン式三号ディーゼル2基2軸 3,600馬力                                            |
| 速力     | 20.0kt                                                                          |
| 航続距離 | 14ktで2,000浬                                                                   |
| 燃料     | 重油：35トン                                                                    |
| 乗員     | 67名                                                                            |
| 兵装     | 8cm高角砲1基 13mm連装機銃1基2挺 爆雷36個、捕獲網8組 （もしくは九三式機雷120個） |

鷹島（たかしま）は、日本海軍の敷設艇。平島型敷設艇の4番艇。

## 艦歴
1942年（昭和17年）3月25日日本鋼管鶴見造船所にて竣工。
佐世保鎮守府籍、佐世保防備隊付属となり、佐世保、沖縄、上海方面の船団護衛などに従事。
1944年（昭和19年）2月、第18戦隊の指揮下に入り4月まで佐世保などで機雷敷設任務。10月10日、十・十空襲の際に名護湾にて艦載機の攻撃を受け戦没。12月10日除籍。

## 艇長
艤装員長
- 勝部勝好 予備大尉：1942年2月20日[1] -